# لوني تونز الجديد
لوني تونز الجديد (بالإنجليزية New Looney tunes ) هو مسلسل رسوم متحركة أمريكي من إنتاج وارنر برذرز بدأ عرضه في الـ5 من أكتوبر 2015 على كرتون نتورك وبوميرانغ الأمريكيتين تبعهما قنوات كرتون نتورك وبوميرانغ العالمية ومن ثم على كرتون نتورك بالعربية منذ 17 من يناير 2016 الساعة 3:35 KSA و يعاد الساعة 5:20 KSA.

## القصة
يتحدث المسلسل عن شخصية الأرنب باغز باني الكلاسيكية في إطار حديث حيث يواجه باغز باني خصوم جدد هما؛ ايل الشتاء والأرنب المتجهم كما أنه يحصل على مساعدة من بعض الشخصيات الجديدة مثل سكويس وبيغ فوت.

## مؤدو الأصوات

### النسخة العربية
- حسن مهدي - باغز باني
- توفيق شهاب - بيغ فوت
- شربل أيوب - جاك، بارباريان، بورتي بيغ
- ناجي شامل - سام (الصوت الأول)
- جورج دياب - سام (الصوت الثاني)
- فادي الرفاعي - القندس، بيتور
- حسن المصري
- رنا الرفاعي
- سيلفانا فلفلة
- ندى نصر
- زياد منذر
- ريتشارد ياني- ارانب صغير: انجدة انجدة
- عبدو حكيم - الخروف طبيب، قانون
- ميرنا الحسيني - لولا باني
- حسان حمدان - دافي باك، سكويس
- عماد فغالي - دافي داك ( الصوت الثاني )

## الحلقات
| رقم الموسم | عدد الحلقات | تاريخ البث الاصلي الولايات المتحدة | تاريخ نهاية البث | تاريخ البث الاصلي الوطن العربي | تاريخ نهاية البث |
| ---------- | ----------- | ---------------------------------- | ---------------- | ------------------------------ | ---------------- |
| 1          | TBA         | 21 سبتمبر 2015                     | قريبا            | 25 مارس 2018                   | قريبا            |

## روابط خارجية
- لوني تونز الجديد على موقع IMDb (الإنجليزية)
- لوني تونز الجديد على موقع روتن توميتوز (الإنجليزية)
- لوني تونز الجديد على موقع كينوبويسك (الروسية)
- لوني تونز الجديد على موقع قاعدة بيانات الفيلم (الإنجليزية)